# Huisgezin van Nazarethkerk

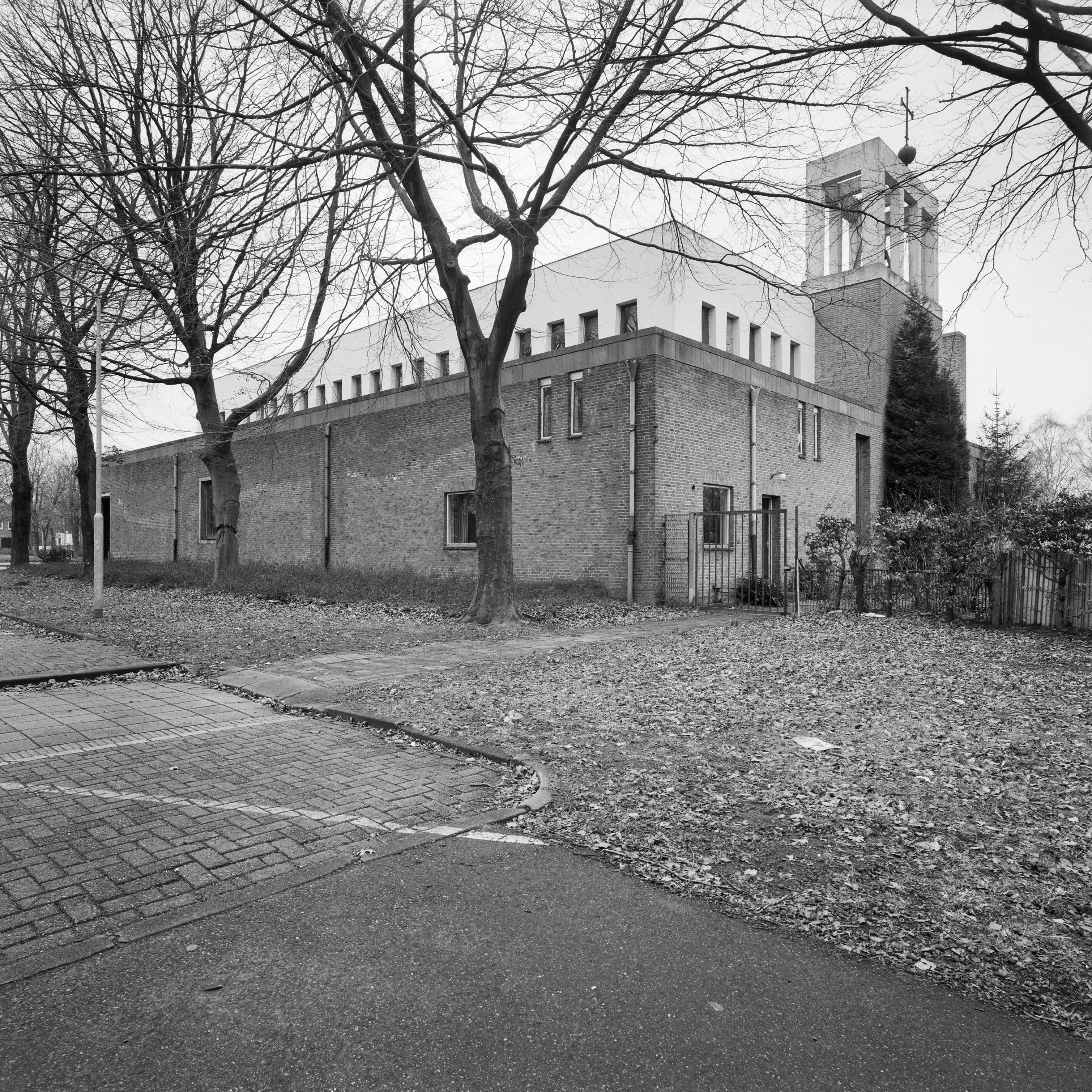
De Huisgezin van Nazarethkerk in 2003

De Huisgezin van Nazarethkerk was een parochiekerk in Oosterhout in de Nederlandse provincie Noord-Brabant. Het godshuis stond aan de Slotlaan.

## Geschiedenis
De bouw  vond plaats in 1960. Het ontwerp, in de stijl van de Bossche School, was van architectenbureau Van der Laan, Hermans, Van der Eerden & Kirch. Het had een vierkante plattegrond, een plat dak en een lage, open betonnen klokkentoren.
In 2004 werd de kerk onttrokken aan de eredienst en in 2007 gesloopt. Op de plaats ervan werd een zorgcentrum gebouwd.